# Kloster Bonlanden

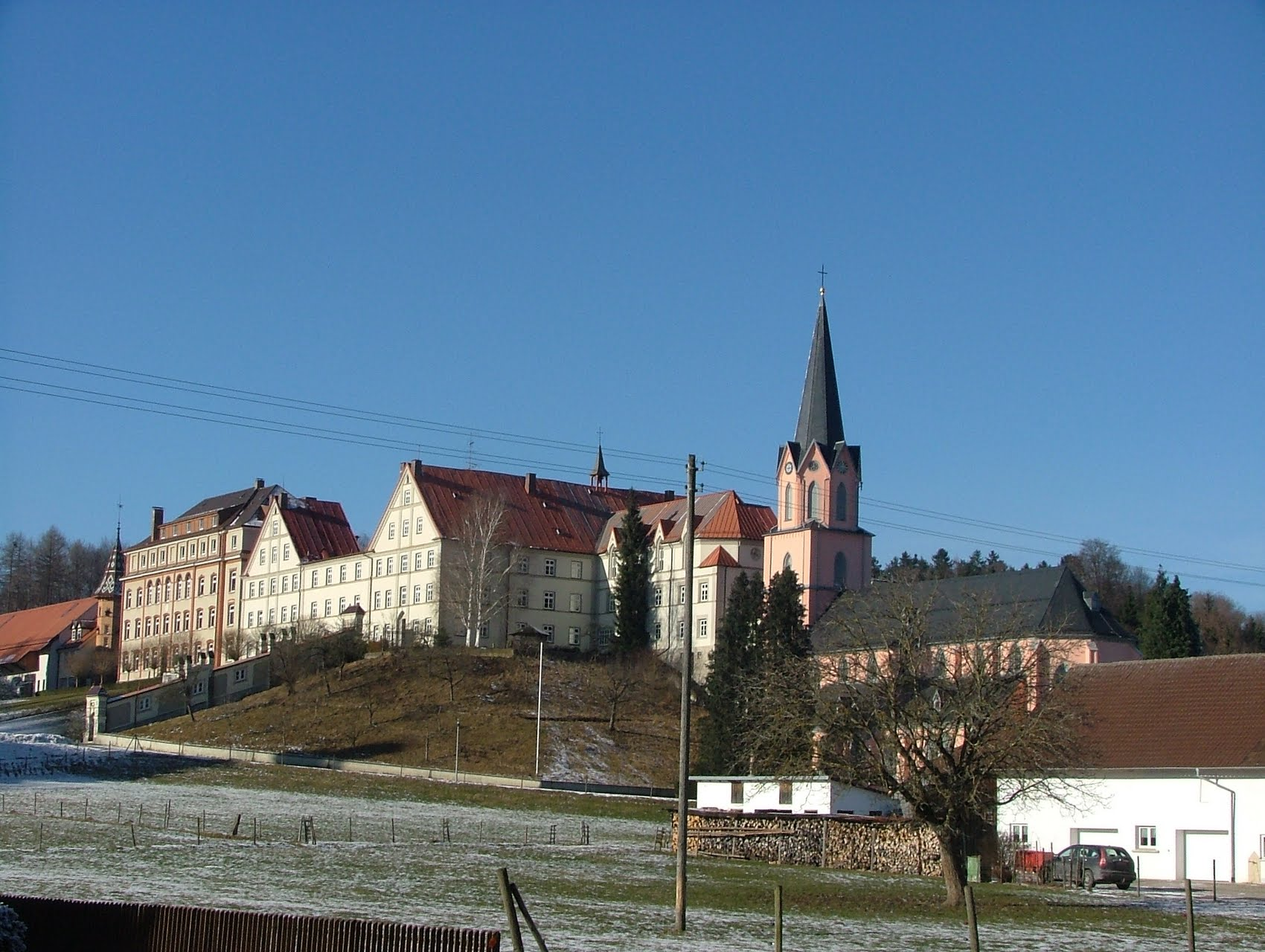
Kloster Bonlanden 2012

Das Kloster Bonlanden ist das Mutterhaus der Franziskanerinnen von der Unbefleckten Empfängnis Unserer Lieben Frau (OSF) in Bonlanden, einem Teilort der Gemeinde Berkheim an der Iller im Landkreis Biberach in Oberschwaben. Das Kloster wurde 1855 gegründet und hat heute weltweit rund 40 Niederlassungen, die meisten davon in Südamerika.

## Geschichte
1855 kam es zur Grundsteinlegung des Klosterbaues in Bonlanden auf Anregung des aus Hüttenweiler bei Wangen im Allgäu stammenden Pfarrers Faustin Mennel. Schon im November 1855 traten die ersten Kandidatinnen in das neue Kloster der Franziskanerinnen von der Unbefleckten Empfängnis ein. Dillinger Franziskanerinnen, deren Wurzeln bis ins Jahr 1241 zurückreichen, gehörten zu den Mitgründerinnen. 1859 wurde die Unabhängigkeit des Klosters kirchlich anerkannt. Der Grundstein für die Klosterkirche wurde 1864 gelegt, die Baulichkeiten in ihrer heutigen Form waren 1886 vollendet. Im Kloster wurde von Anbeginn ein Erziehungsheim betrieben, dem 1902 das Mädcheninstitut St. Agnes in Riedlingen, 1908 das Kinderheim St. Josef in Hürbel, 1921 die Töchterschule St. Hildegard in Ulm und 1922 die Frauenarbeitsschule St. Adelindis in Buchau als Filialen angeschlossen wurden. 1926 kamen mit der Haushaltungsschule Maria Rast in Obertalheim und dem Franziskusheim in Schwenningen weitere Filialen hinzu. Im gleichen Jahr begann das Kloster seine Missionstätigkeit mit der Aussendung von Schwestern nach Argentinien. Während man die meisten deutschen Filialen aufgelöst oder an andere Träger übergeben hat, kamen im Lauf der Zeit zahlreiche südamerikanische Niederlassungen hinzu. Das Kloster ist inzwischen das Mutterhaus von rund 40 Niederlassungen mit Schwerpunkt in Südamerika und dort vor allem Brasilien, Paraguay und Argentinien.

## Aktivitäten

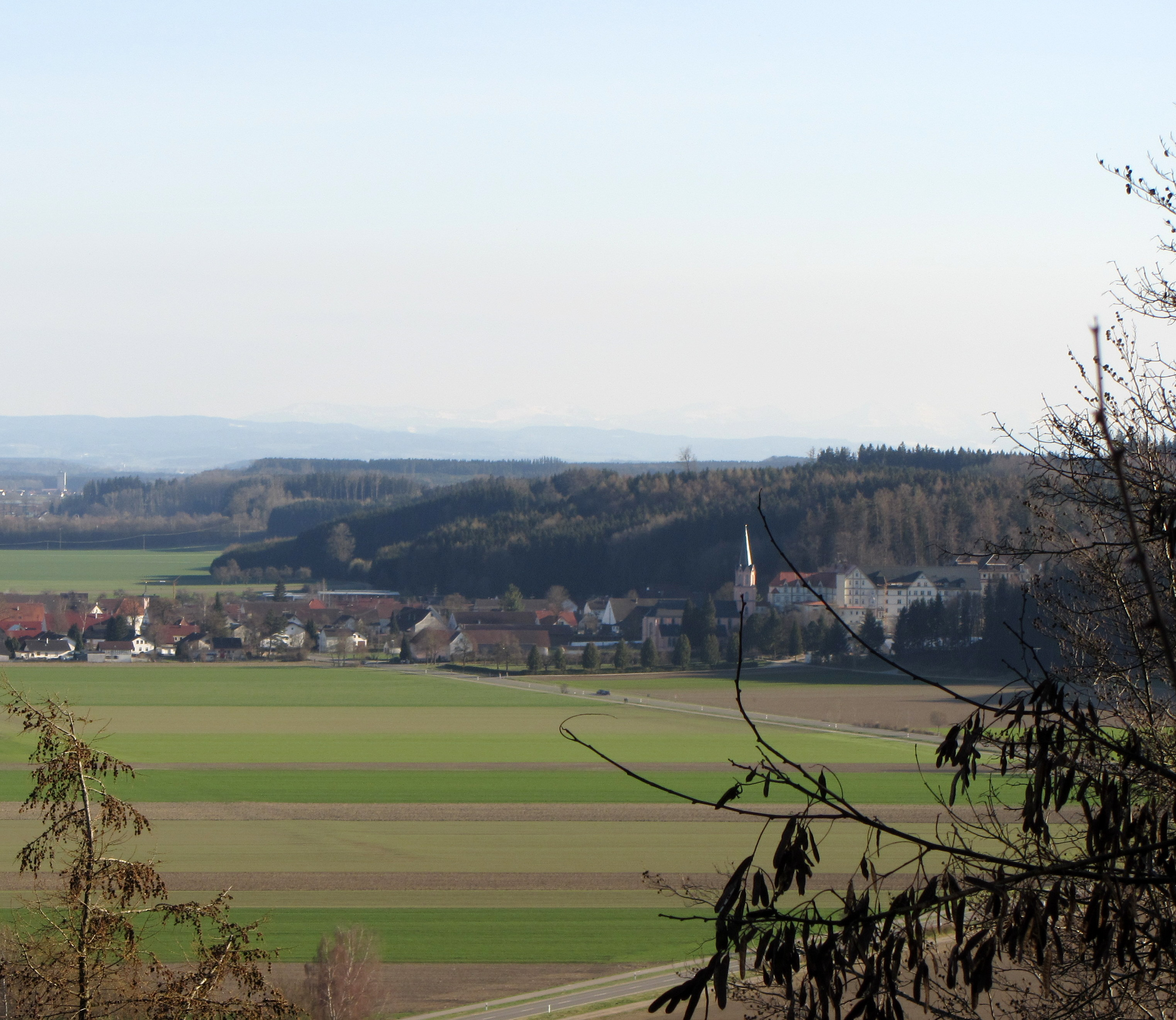
Blick auf Kloster Bonlanden 2012

Die Franziskanerinnen von Bonlanden unterhalten ein Tagungszentrum und ein Krippenmuseum im Kloster. Sie betreiben weiterhin die Katholische Freie Mädchenschule St. Hildegard in Ulm, das Franziskusheim, ein Altenzentrum, und eine Kindertagesstätte in Villingen-Schwenningen. Daneben initiiert das Kloster soziale und kirchliche Arbeit in Südamerika, wie z. B. durch Schulen für Kinder aus allen Gesellschaftsschichten, die Leitung von Alphabetisierungskursen für Erwachsene und die Arbeit mit Jugendlichen in Tagesstätten, Heimen und Elendsvierteln.

## Krippenausstellung
Seit dem 6. Januar 2006 befindet sich im alten Ökonomiegebäude eine ganzjährig geöffnete Krippenausstellung. Den Mittelpunkt der Ausstellung bildet eine Simultankrippe mit 245 Personen und 124 Tierdarstellungen auf 160 Quadratmetern Grundfläche. Weitere Krippen aus der ganzen Welt und aus dem Wirkungsbereich der Klosterschwestern vervollständigen die Ausstellung.